# Sadove, Tomakivka
Sadove (în ucraineană Садове) este un sat în comuna Volodîmîrivka din raionul Tomakivka, regiunea Dnipropetrovsk, Ucraina.

## Demografie
Componența lingvistică a localității Sadove
     Ucraineană (80,85%)
     Rusă (18,09%)
Conform recensământului din 2001, majoritatea populației localității Sadove era vorbitoare de ucraineană (80,85%), existând în minoritate și vorbitori de rusă (18,09%).